# Paul Belmondo
Paul Alexandre Belmondo (Boulogne-Billancourt, Francuska, 23. travnja 1963.) je bivši francuski vozač automobilističkih utrka i sin glumca Jean-Paula Belmonda. Od 1984. do 1986. natjecao se u Francuskoj Formuli 3, gdje je 1985. ostvario jednu pobjedu. Od 1987. do 1991. se natjecao u International Formula 3000 prvenstvu, ali je u pet sezona na samo dvije utrke završio u bodovima. U Formuli 1 je debitirao 1992., gdje je platio da vozi za momčad March. Najbolji rezultat je ostvario na Velikoj nagradi Mađarske na Hungaroringu, kada je osvojio deveto mjesto. Nakon Mađarske, Belmondo nije imao dovoljno novaca da nastavi sezonu, te ga je momčad zamijenila Emanueleom Naspettijem. U Formulu 1 se vratio 1994., gdje je vozio za Pacific, ali od 16 utrka te sezone, nije se uspio kvalificirati na njih čak 14. Dvije utrke koje je startao u Monaku i Španjolskoj, nije završio. Na utrci 24 sata Le Mansa je nastupao s prekidima od 1985. do 2005., a najbolji rezultat je ostvario 2005. kada je u svojoj kategoriji LMP2 osvojio treće mjesto. Na utrkama sportskih automobila, pobijedio je na 3 sata Homesteada 1999. sa suvozačem Emmanueleom Clérico u bolidu Chrysler Viper. Postolja je još osvajao 1996. na utrkama 4 sata Paul Ricarda i 4 sata Jarame, 1999. na utrkama 500 km Valencije i 500 km Zhuhaija, te 2000. na utrkama 500 km Valencije, 500 km Estorila, 500 km Zoldera i 500 km Magny-Coursa.

## Vanjske poveznice
- Paul Belmondo - Driver Database
- Paul Belmondo - Stats F1
- Paul Belmondo - Racing Sport Cars